# Autólico

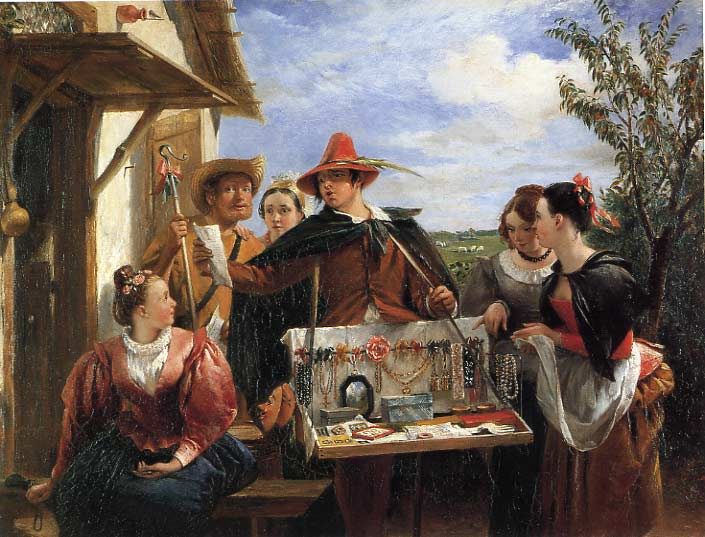
Pintura de 1836, obra de Leslie, para el libro Shakespeare Illustrated: Autólico, el personaje de ladrón del Cuento de invierno.

En la mitología griega, Autólico (Αὐτόλυκος - Autolykos: «el mismísimo lobo») fue hijo de Hermes, un ladrón muy diestro que tenía su residencia en el monte Parnaso. Su madre era Filónide, hija de Deyoneo, que tuvo ajuntamiento el mismo día con Apolo y Hermes; del primero nació Filamón, y del segundo Autólico. Otros dicen que su madre se llamaba Estilbe, hija de Eósforo, en tanto que los poetas latinos la denominan como Quíone, o bien como Telauge. Pausanias, en cambio, dice que su padre fue Dedalión.

## Descendencia
Dependiendo de los autores, su esposa era Anfítea, o Mestra, hija de Erisictón, o incluso Neera, hija de Pereo. Según la versión homérica, Autólico fue padre de Anticlea, esposa de Laertes y madre de Odiseo; pero la versión hesiódica nos dice que Autólico fue padre de Polimela o Polimede, esposa de Esón y madre de Jasón. Higino es el único autor en comentar que su hija Neera se mató a sí misma por la muerte de su hijo Hipótoo. Además de estas hijas Autólico fue padre de varios hijos, de los cuales el único citado es Ésimo, padre a su vez de Sinón. Una fuente especifica que Anfítea fue la madre de Anticlea y Ésimo.
Autólico, como abuelo del famoso Odiseo, también fue responsable del nombre del niño. Esto sucedió cuando la nodriza del niño, Euriclea, puso al niño de rodillas y se dirigió a él: «piensa, Autólico, ahora qué nombre pondrás a este nieto que tu hija te acaba de dar, largo tiempo anhelado». Entonces Autólico respondió: «imponedle vosotros, mi yerno y mi hija, este nombre que ahora os voy a decir. Aquí llego aguantando los odios (ὀδυσσάμενος) de mujeres y hombres en gran multitud a mi paso por la tierra fecunda: su nombre sea Odiseo».

## Carácter y mitos
Autólico era un maestro del robo y del hurto y así se dice que «todo lo que con sus manos cogía todo invisible lo hacía»; efectivamente había recibido de su padre Hermes la habilidad de transformar y desfigurar todo lo que robaba, para así hacerlo irreconocible a sus dueños:  

Mercurio concedió a Autólico el don de ser un
ladrón tan habilidoso que jamás habría de ser capturado; así era capaz de cambiar cualquier cosa que robase - del blanco al negro, o del negro al blanco; de un animal sin cuernos a uno con cuernos y de un animal cornudo a uno sin ellos.
Higino, "Fábulas" 201

Como Autólico robaba continuamente en los ganados de Sísifo y no podía ser descubierto, Sísifo estaba convencido de que estaba siendo robado; pues mientras que el ganado de Autólico aumentaba el suyo menguaba. Para denunciar a Autólico Sísifo puso una marca en las pezuñas de sus reses. Así cuando Autólico le hubo robado como de costumbre, Sísifo se dirigió a él e identificó las reses que habían sido robadas gracias a las marcas, y se las llevó. Se dice que Sísifo, para vengarse de Autólico, yació con su hija Anticlea en este momento. Debido a esto algunos autores refieren a Odiseo como  «sisifio», y por eso Odiseo fue tan astuto.
Autólico también participa en el ciclo de Heracles, y hasta se dice que le enseñó a luchar. Pero más tarde Autólico robó unas yeguas de Éurito y se las vendió a Heracles. Ífito, hijo de Éurito, acusó a Heracles de haberlas robado, y Heracles como represalia lo mató tirándolo desde una torre. Por esta muerte, Heracles tendría que cumplir después tres años de expiación.

## Citas
Platón nombra a Autólico cuando Sócrates trata de explicar a Polemarco, mediante la ironía, el significado de la persona justa: 

Luego el hombre justo es un bribón. Esta idea pudiste tomarla de Homero, que alaba mucho a Autólico, abuelo materno de Ulises, y dice que superó a todos los hombres en el arte de robar y de engañar. Por consiguiente, según Homero, Simónides y tú, la justicia no es otra cosa que el arte de robar para hacer bien a los amigos y mal a los enemigos: ¿no es así como tú lo entiendes?.
República, I, VIII; traducción de Patricio de Azcárate.

También Thomas De Quincey nombra a Autólico en su obra Del asesinato considerado como una de las bellas artes (On Murder Considered as One of the Fine Arts, 1827).

## Eponimia
- El cráter lunar Autolycus lleva este nombre en memoria de Autólico de Pitane, astrónomo y matemático griego, no de este personaje mitológico.[21]